# Si Phan Don
Si Phan Don (Lao: ສີ່ພັນດອນ) ist ein Gebiet in der Provinz Champasak in Südlaos (Si Phan = viertausend, Don = Insel). 

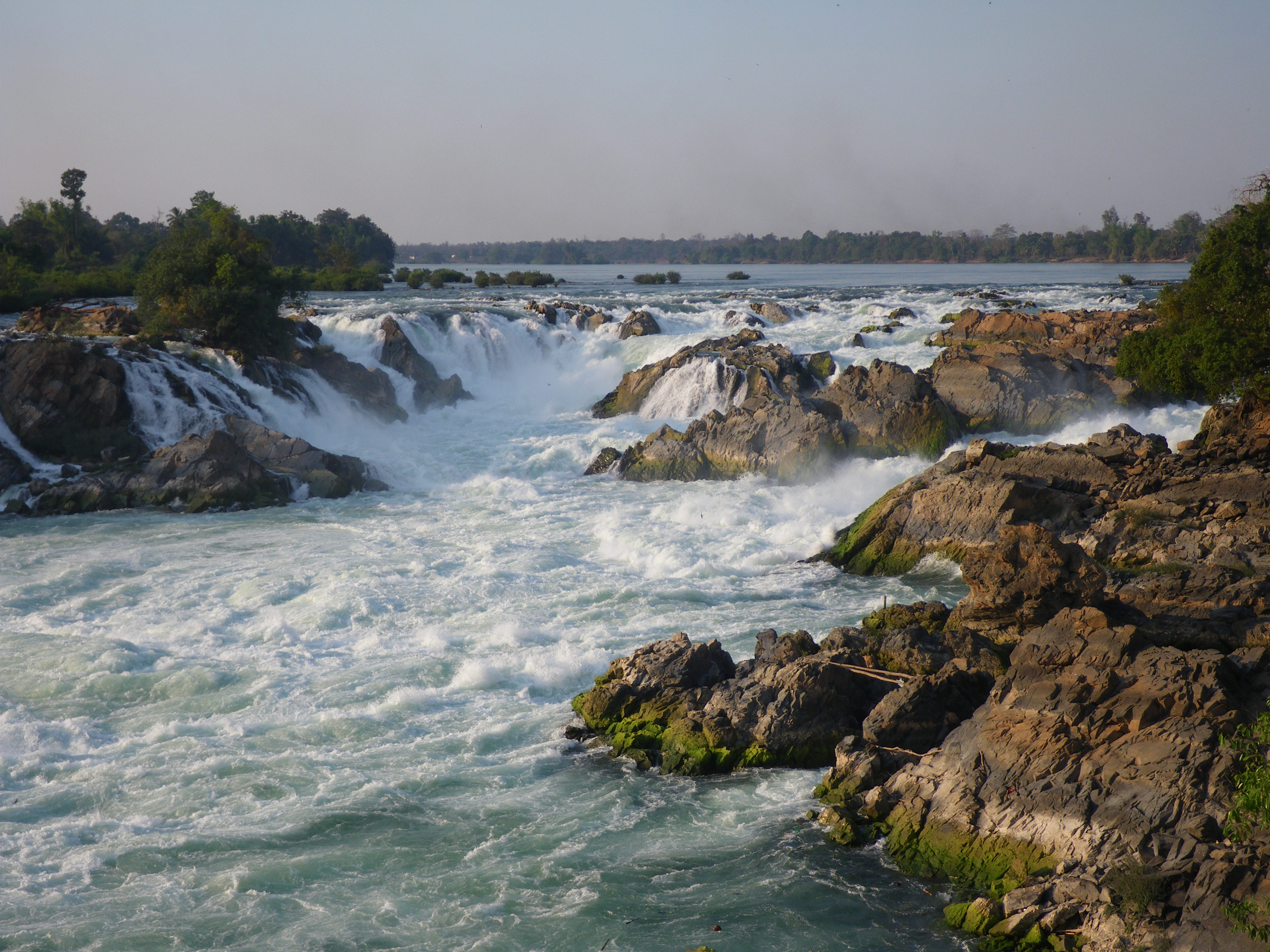
Mekongfälle

Der Mekong erreicht in Südlaos an der Grenze zu Kambodscha mit 14 Kilometern seine größte Breite. In der tropischen Flusslandschaft liegen circa 4.000 Inseln. Ein Teil davon wird allerdings während der Regenzeit, wenn der Mekong einen hohen Wasserstand hat, überspült. Die 70.000 Einwohner der Region verteilen sich auf nur wenige Inseln, die meisten Inseln sind unbewohnt, werden aber zum Teil landwirtschaftlich genutzt. Mit 130 km² ist Don Khong die größte Insel, neben dieser sind vor allem auch Don Khon und Don Det touristisch erschlossen. 
Kurz vor der Grenze zu Kambodscha befindet sich mit den Mekongfällen der größte Wasserfall in Südostasien. 
Während der französischen Kolonisation gab es die Bahnstrecke Don Det–Don Khon, um den Mekongwasserfall zu umfahren und eine durchgehende Transportmöglichkeit von Süd- nach Nordindochina zu schaffen. Noch heute sind Reste davon zu besichtigen. 
Auch rund 50 verbliebene Irawadidelfin-Paare sind hier noch zu finden.